# 9223 Leifandersson
Leifandersson (asteróide 9223) é um asteróide da cintura principal, a 2,1384912 UA. Possui uma excentricidade de 0,0706029 e um período orbital de 1 274,83 dias (3,49 anos).
Leifandersson tem uma velocidade orbital média de 19,63539562 km/s e uma inclinação de 3,41445º.
Este asteróide foi descoberto em 18 de Dezembro de 1995 por Spacewatch.